# Skoenes Hus
Skoenes hus (polsk Dom Buta) ligger i Łódź i Polen på hjørnet af Piotrkowska-gaden 98 og Julian Tuwims gade. Bygningen husede oprindelig Emil Schmechels tøjmagasin, som i begyndelsen af 1900-tallet rejste fra Zgierz til Łódź for at åbne sin forretning der.
Bygningen, som har et modernistisk præg, blev udbygget i 1906 og senere i 1911. På hjørnetårnet står indskriften "1892" som henviser til datoen for grundlæggelsen af Schmechels firma. Efter 2. verdenskrig havde den elegante skobutik "Skoenes hus" sine lokaler her, og navnet bruges stadig i dag. 
I 1990 blev bygningen stærkt skadet i en stor brand. Renoveringen begyndte sidste halvdel af 90'erne. Bygningen fik da et helt nyt indre, og fik desuden påbygget nye etager dækket af en moderne glaskonstruktion, i harmoni med den gamle bebyggelse. 
Skoenes hus står lige ved siden af Siemens' tidligere kontorhus i Łódź.
51°45′56.15″N 19°27′26.51″Ø / 51.7655972°N 19.4573639°Ø